# Galadra rhomboidata
Galadra rhomboidata là một loài bướm đêm trong họ Crambidae.